# 小田真人
小田 真人（おだ まさと、英語：Masato Oda、1979年9月7日 - ）は、日本の実業家。兵庫県西宮市出身。
株式会社オシンテック代表取締役、探究インテリジェンスセンター長、神戸情報大学院大学客員教授。

## 略歴
甲陽学院中学校・高等学校、慶應義塾大学総合政策学部卒業。多摩大学大学院にて経営学修士（MBA）取得。電通国際情報サービスを経て、株式会社オシンテック設立、同最高経営責任者（CEO）。同社にて2020年にRuleWatcherを製品化した。
2022年7月に炭谷俊樹とともに、オシンテックの研究教育部門である探究インテリジェンスセンターを設立

## 著作

### 共著
- 『働き方とイノベーション』（神戸大学出版会、2020年）
- 『SDGs時代に知っておくべき環境問題入門』（関西学院大学出版会、2023年）

## メディア出演
- TEDxKobe "The rules we make together will be a weapon to solve world's challenges"[5]
- MED2022『皆で地球規模の問題への答えを創り出そう』[6]